# Тронько, Пётр Тимофеевич
Пётр Тимофеевич Тронько (укр. Тронько Петро Тимофійович; 29 июня (12 июля) 1915 года, Харьковская губерния — 12 сентября 2011 года) — советский и украинский историк, общественно-политический деятель. Академик НАНУ. Герой Украины (2000).
Лауреат Государственной премии СССР (1976).

## Биография
Родился в селе Заброды (ныне Богодуховский район, Харьковская область, Украина) в крестьянской семье. Украинец. Рано остался без отца.
В 1933 году некоторое время работал подсобным рабочим в подземном забое шахты. После окончания месячных учительских курсов работал учителем украинского языка и обществоведения в неполной средней школе в селе под Богодуховом Харьковской области, был секретарём комитета комсомола.
Служил в РККА, учился в Ейской школе морских лётчиков, после демобилизации возглавлял Лебединский детский дом.
Был выдвинут на комсомольскую работу:
- с 1937 — заведующий отделом пропаганды, потом первый секретарь Лебединского (Сумкая область) райкома комсомола,
- в сентябре 1939 как знающий украинский язык, был направлен на Западную Украину для работы в составе временных управлений, работал во Львове,
- в начале октября 1939 года был утверждён на должности 1 секретаря обкома комсомола в Станиславе.
- был избран делегатом Народного Собрания Западной Украины (Львов, октябрь 1939) от Назовизивского округа Надвирнянского уезда Станиславского воеводства.

Член КПСС с 1939 года.
В годы Великой Отечественной войны в составе действующей армии, сначала в составе 26-го района авиабазирования, а затем 8-й воздушной армии отступал от самой границы до Воронежа, участвовал в обороне Киева, Ростова-на-Дону, в Сталинградской битве, в освобождении Донбасса и освобождении Киева. В звании майора авиации (помощник начальника политотдела армии по комсомольской работе) в конце октября 1943 года был отозван из действующей армии и утверждён первым секретарём Киевского областного и городского комитетов комсомола. Участвовал в восстановлении Киева. Участвовал в праздновании 9 мая 1945 года на Красной площади в Москве.

## Послевоенное время
В 1945 году в составе украинской комсомольской делегации посещал Международную конференцию демократической молодежи в Лондоне. Занимал пост второго секретаря ЦК ЛКСМУ. В 1947 году на пленуме ЦК ЛКСМУ был обвинён Л. М. Кагановичем в «национальной ограниченности и притуплении политической бдительности»;, после чего был освобождён с должности второго секретаря ЦК ЛКСМУ с формулировкой «как отпущенный на обучение». В 1948 году окончил КГУ имени Т. Г. Шевченко, в 1951 году защитил кандидатскую диссертацию по историческим наукам в АОН при ЦК КПСС. С 1951 года работал заведующим отделом науки Киевского обкома партии; с 1961 по 1978 годы —  заместитель председателя Совета министров УССР (по гуманитарным вопросам).
Делегат XXII съезда КПСС. Был заместителем председателя созданного по инициативе Н. С. Хрущёва Всесоюзного оргкомитета по подготовке к столетию со дня смерти и 150-летию со дня рождения Т. Г. Шевченко (1961 и 1964 годы соответственно). В конце 1965 года был главой делегации Украины на 20-й сессии Генеральной ассамблеи ООН в Нью-Йорке, лично вручал медаль от СССР тогдашнему  Генеральному секретарю ООН У Тану. Возглавлял украинскую правительственную делегацию на Всемирной выставке «ЭКСПО-67» в Монреале.
Был инициатором создания Музея народной архитектуры и быта Украины под открытым небом в селе Пирогово под Киевом.  Руководил работами по празднованию 250-летия со дня рождения Григория Сковороды в 1972 году. В 1970—1980-е годы возглавлял Украинское Общество охраны памятников истории и культуры (УООПИК). Руководил перевозкой и лично сопровождал в Киев золотую пектораль, найденную Б. Н. Мозолевским 21 июня 1971 года в кургане Толстая Могила возле города Орджоникидзе Днепропетровской области УССР. Был инициатором издания и председателем редколлегии вышедшей в свет при поддержке В. В. Щербицкого в 1975 году 26-томной «Истории городов и сёл Украинской ССР» (работа велась с 1962 года). Будучи зампредом Совмина Украины курировал проект создания «Национального музея истории Великой Отечественной войны 1941—1945 годов» в Киеве: лично рекомендовал участие скульптора Е. В. Вучетича.
По свидетельству П. П. Толочко, именно П. Т. Тронько принадлежала идея так называемой юбилейной концепции празднования «Дня рождения» Киева в 1982 году. Правда Тронько сначала предлагать отмечать не 1500-летие города, а 2500-летие. Работал с Д. С. Лихачёвым во время подготовки и проведения IX Всемирного конгресса славистов, проходившего в Киеве в 1984 году.
С 1978 года академик АН УССР и в 1978—1979 гг. её вице-президент.
Доктор исторических наук, профессор.

## Независимая Украина
Был депутатом Верховной Рады Украины. Являлся советником президента Украины Л. Д. Кучмы по вопросам сохранения исторического наследия.
Руководил отделом Института истории НАН Украины. Возглавлял Всеукраинский фонд воссоздания выдающихся памятников историко-архитектурного наследия имени Олеся Гончара, Союз краеведов Украины, журнал «Краєзнавство». Член Шевченковского комитета. Председатель Совета общественной организации «Харьковское землячество».
Был инициатором создания информационно-методического бюллетеня Украинского общества охраны памятников истории и культуры «Пам’ятники України» (ныне журнал «Пам’ятки України»).
Подготовил издание всеукраинской историко-документальной серии «Реабилитированные историей» — о безвинно репрессированных украинцах.
Женился в начале 1936 года, супруга Валентина Ивановна. Дочери Лариса Тронько и Жанна. После смерти отца Лариса Петровна стала жертвой мошенничества: как стало известно с её слов, к ней в доверие втёрся некий Анатолий Сериков, учредивший благотворительный фонд академика Тронько и под видом создания его музея лишивший его дочь квартир и дорогих материальных и исторических ценностей.
Незадолго до смерти перенёс инсульт.
Похоронен в Киеве на центральной аллее Байкового кладбища.
В родном селе П. Т. Тронько установлена мемориальная доска в его честь.
В 2015 г. в Киеве безымянный до того проезд между улицей Заболотного и музеем в Пирогово получил имя Академика Тронько.

## Личность
По собственному признанию — атеист.
В 2011 году П. Т. Тронько говорил: «Самым существенным результатом научной работы считаю завершение издания и переиздание на русский язык 26-томной „Iсторії міст i сіл Української РСР“. Подобного не было ни в одной республике бывшего Союза».
На вопрос журналиста «Вы хорошо помните самый счастливый день своей жизни? А самый непростой?» П. Т. Тронько отвечал: «8 мая 1945 года по радио объявили об окончании Великой Отечественной войны. А 9 мая я встретил на Красной площади в Москве, среди всеобщего ликования, слез радости и великой печали по тем, кто отдал жизнь за свою Родину. Самые непростые дни были в 1932—1933 годах, когда нечего было есть. Впоследствии тот период назвали Голодомором».
По свидетельству дочери, Л. Тронько: «Хотя отец и был членом КПСС, Голодомор он считал большой ошибкой и виной Коммунистической партии и её руководства».
Как вспоминала его дочь Лариса, в детстве она редко видела много занятого по работе отца, а если её мать считала, что ему необходимо вмешаться в её воспитание: «Папа усаживал меня на руки и рассказывал о выдающихся людях. Чаще всего — о Зое Космодемьянской и Лесе Украинке».

## Награды и звания
- орден Отечественной войны I степени (6.4.1985)
- орден Красной Звезды (5.5.1943)
- медаль «За боевые заслуги» (23.2.1942)
- Герой Украины (7.7.2000)[13] — за выдающиеся личные заслуги перед Украиной в развитии науки, возрождении и сохранении историко-культурного наследия украинского народа.
- Государственные премии СССР (1976) — за 26-томную работу «История городов и сёл Украинской ССР» (1967—1974)
- премия Ленинского комсомола (1984) — за цикл работ по истории ВЛКСМ, проблемам военно-патриотического и интернационального воспитания молодёжи
- орден Богдана Хмельницкого III степени (1997)[14].
- Почётная грамота Кабинета Министров Украины (2000).
- Почётный гражданин Канева, Киева, Харькова, Каменца-Подольского, Лебедина, всего 6 городов[2].
- Почётный гражданин Харьковской области (18 августа 2011 года)[15].